# Apiwit Sapram
Apiwit Sapram (thailändisch อภิวิชญ์ ทราบรัมย์, * 6. November 1997 in Buriram) ist ein thailändischer Fußballspieler.

## Karriere
Apiwit Sapram erlernte das Fußballspielen in der Schulmannschaft der Pathum Kongka School in Thailand sowie in der Jugendmannschaft von Leicester City in England. Mitte 2017 kehrte er in seine Heimat zurück. Hier schloss er sich dem Erstligisten Pattaya United FC an. Der Verein aus Pattaya spielte in der ersten Liga, der Thai League. Hier kam er nicht zum Einsatz. 2018 wechselte er nach Bangkok zum Ligakonkurrenten Police Tero FC. Nachdem er hier auch nicht zum Einsatz gekommen war, wechselte er 2019 in die vierte Liga. Hier schloss er sich dem in Bangkok beheimateten Siam FC an. Bis Mitte 2020 absolvierte er für den Verein 20 Viertligaspiele. Mitte 2020 unterschrieb er einen Vertrag beim Zweitligisten MOF Customs United FC. Mit dem Bangkoker Verein spielte er in der zweiten Liga, der Thai League 2. Sein Zweitligadebüt gab er am 24. Oktober 2020 (11. Spieltag) im Heimspiel gegen den Uthai Thani FC. Hier wurde er in der 22. Minute für Chakrit Buathong eingewechselt. Fünfmal spielte er für die Customs in der zweiten Liga. Am 1. Januar 2021 unterschrieb er einen Vertrag beim ebenfalls in der zweiten Liga spielenden Sisaket FC. Mit dem Verein aus Sisaket musste er am Ende der Saison in die dritte Liga absteigen. Nach dem Abstieg verließ er Sisaket und ging nach Nakhon Pathom. Hier unterzeichnete er einen Vertrag beim Zweitligisten Nakhon Pathom United FC. Für den Verein aus Nakhon Pathom bestritt er zwei Ligaspiele. Anfang August 2022 wechselte er zum Ligakonkurrenten Customs United FC. Mit dem Verein aus Samut Prakan wurde man am Ende der Saison 2022/23 Tabellendritter und qualifizierte sich somit für die Aufstiegsspiele zur ersten Liga. Hier musste man sich jedoch im Finale gegen den Uthai Thani FC geschlagen geben. Nach der Saison wurde sein Vertrag nicht verlängert. Zu Beginn der Saison 2023/24 schloss er sich dem Drittligisten Chainat United FC an. Mit dem Verein aus Chainat spielte er viermal in der Western Region der Liga. Am Ende der Saison 2023/24 musste der Verein als Tabellenelfter aus der Liga absteigen. Nach dem Abstieg wurde sein Vertrag aufgelöst.